# Micah Wilkinson
Micah Wilkinson (Hamilton, 6 de febrero de 1996) es un deportista neozelandés que compite en vela en la clase Nacra 17. Participó en dos Juegos Olímpicos de Verano, en los años 2020 y 2024, obteniendo una medalla de bronce en París 2024, en la clase Nacra 17 (junto con Erica Dawson).

## Palmarés internacional
| \| Juegos Olímpicos \| Juegos Olímpicos \| Juegos Olímpicos \| Juegos Olímpicos \| \| Año \| Lugar \| Medalla \| Clase \| \| ---------------- \| ---------------- \| ----------------- \| ---------------- \| \| 2024 \| París (Francia) \| Medalla de bronce \| Nacra 17 \| |                 |                   |          |
| Juegos Olímpicos |                 |                   |          |
| Año | Lugar           | Medalla           | Clase    |
| 2024 | París (Francia) | Medalla de bronce | Nacra 17 |